# Matt Leacock
Matt Leacock es un diseñador de juego de mesa estadounidense, más conocido por juegos cooperativos como Pandemic, Pandemic Legacy: Temporada 1, La Isla Prohibida y El Desierto Prohibido.

## Primeros años
Leacock creció en Long Lake, Minnesota. Estudió comunicación visual en la Northern Illinois University.

## Carrera
Matt diseñó Pandemic, publicado en 2008 por Z-Man Games. Leacock anteriormente había trabajado como desarrollador de redes sociales y como diseñador de experiencia de usuario, principalmente en productos comunitarios y de comunicación para AOL y Yahoo. Cambió a diseñar juegos de mesa a tiempo completo en julio de 2014.
Pandemic Legacy: Temporada 1, el cual Leacock codiseñó con Rob Daviau, ha sido valorado muy alto entre los jugadores de juegos de mesa y por el sitio web Board Game Geek en su ranking de juegos de mesa.

## Juegos[5]
- Pandemic (2008). Ganador del "Mejor Juego de Mesa" en los Origin Awards del 2009.[6] Nominado a "Juego del Año" del Spiel des Jahres en 2009.[7]
- Roll Through the Ages: The Bronze Age  (2008). Nominado a "Juego del Año" del Spiel des Jahres en 2010.
- Pandemic: Al límite (Expansión) (2009)
- La isla prohibida (2010). Nominado a "Juego del Año" del Spiel des Jahres en 2011.[8]
- El desierto prohibido (2013)
- Pandemic: En el Laboratorio (Expansión) (2013)
- Pandemic: La Cura (2014)
- Pandemic: Estado de Emergencia (Expansión) (2015)
- Pandemic Legacy: Temporada 1 (2015).[9] Nominado a "Juego para expertos del año" ("Kennerspiel des Jahres") del Spiel des Jahres en 2016.[10]
- Thunderbirds (2015)
- Knit Wit (2016)
- Pandemic: El reino de Cthulhu (2016)
- Pandemic Iberia (2016)
- Chariot Race (2016)
- Space scape (anteriormente Mole Rats in Space) (2017)
- Pandemic: Marea creciente (2017)
- Pandemic Legacy: Temporada 2 (2017). Ganador del premio especial del Spiel des Jahres en 2018.[11]
- Pandemic: la caída de Roma (2018)
- El cielo prohibido (2018)
- Era: Medieval Age (2019)
- Pandemic Legacy: Temporada 0 (2020)

## Caridad
Según Leacock, el 5% de sus royalties de diseño por los productos de Pandemic se donan directamente a Médicos Sin Fronteras.